# Dompierre-sur-Yon
Dompierre-sur-Yon là một xã của Pháp thuộc département Vendée trong vùng Pays de la Loire. Xã này có diện tích 33,6 km², dân số năm 2006 là 3758 người. Xã này nằm ở khu vực có độ cao trung bình 85 mét trên mực nước biển.
Danh xưng dân địa phương trong tiếng Pháp là Dompierrois.

## Biến động dân số
| Năm | 1962  | 1968  | 1975  | 1982  | 1990  | 1999  | 2006  |
| --- | ----- | ----- | ----- | ----- | ----- | ----- | ----- |
| Dân số | 1 324 | 1 339 | 1 547 | 2 358 | 2 975 | 3 191 | 3 758 |
| From the year 1962 on: No double counting—residents of multiple communes (e.g. students and military personnel) are counted only once. |       |       |       |       |       |       |       |